# Add Some Music to Your Day
«Add Some Music to Your Day» es una canción escrita por Brian Wilson, Joe Knott y Mike Love, grabada con el grupo estadounidense The Beach Boys. Esta canción fue lanzada como el primer sencillo de la década de 1970, y es la tercera canción del álbum Sunflower de 1970. 
Un detalle destacable de la canción, es un error durante el 2:22, cuando algunos integrantes del grupo cantan a coro, Brian Wilson dice (correctamente) "I close my tired eyes" (en español: "cierro mis ojos cansados"), Mike Love canta incorrectamente "I close your tired eyes" (en español: "cierro sus ojos cansados"), se puede notar en ese tiempo que hay dos personas que en algún momento cantan algo distinto.

## Sencillo
"Add Some Music to Your Day" fue editada en sencillo con "Susie Cincinnati" como lado B, canción que más tarde fue incorporada en el álbum 15 Big Ones. Al igual que su antecesor "Break Away", este sencillo cayó al puesto n.º 63, sin embargo, otra vez la repercusión en el Reino Unido fue mucho mejor, llegando al puesto n.º 6. La canción fue grabada en el estudio hogareño de Brian Wilson en Bel Air.

## Publicaciones
"Add Some Music to Your Day" fue incluida como la tercera canción de Sunflower de 1970, fue compilada en el álbum Good Vibrations - Best of The Beach Boys de 1975, en el álbum doble Ten Years of Harmony de 1981, en Good Vibrations: Thirty Years of The Beach Boys de 1993, en The Greatest Hits - Volume 3: Best of the Brother Years 1970-1986 de 2000, en Hawthorne, CA de 2001, en Fifty Big Ones: Greatest Hits de 2012 y en Made in California de 2013
Hay una versión en vivo que se editó en Live – The 50th Anniversary Tour de 2013, en el marco de la reunión por los cincuenta años del grupo.

## Letra
La canción inicia con "Sunday morning gospel", se refiere a un domingo a la noche, que es donde empieza la semana para muchos ciudadanos, la letra también cita: "casas, consultorio odontológico, los carritos de los vendedores de helados, y el altar de ceremonias de boda", alegrando a los transeúntes tanto como participantes directos. De hecho, la letra es una reminiscencia sobre los ritos de la familia Wilson, que se produjeron dos generaciones antes de Brian Wilson.

## Autores
Según los apuntes de la nueva edición del año 2000 de Sunflower, Joe Knott no era un compositor de canciones profesional. En los apuntes, Brian Wilson dijo que la canción: "fue escrita por mí, Mike [Love] y Joe Knott, él era amigo mío, no era un compositor de canciones pero él contribuyó en un par de líneas. ¡Pero no puedo recordar cuales!".

## Músicos
- Al Jardine - guitarra y vocal
- Bruce Johnston - bajo eléctrico y vocal
- Mike Love - vocal
- Brian Wilson - Rocksichord y vocal
- Carl Wilson - guitarras y vocal
- Dennis Wilson - batería y vocal